# Timiș 2
Timiș2 – typ tramwaju wyprodukowanego w liczbie 541 sztuk w rumuńskiej Timișoarze. Produkowana była zarówno odmiana normalnotorowa (446 sztuk), jak i wąskotorowa (95 sztuk). Każdy skład złożony był z czteroosiowego wagonu silnikowego oraz czteroosiowej doczepy; wagony wytwarzano w latach 1970–1990 w Timișoarze w Rumunii.
Prototyp oraz pierwsza seria wagonów powstała w warsztatach przedsiębiorstwa Regia Autonomă de Transport Timișoara (R.A.T.T.). Produkcję masową powierzono w 1977 r. założonym w 1959 r. zakładom budowy maszyn Electrometal Timișoara, zwanym w skrócie Eltim.
Wagony typu Timiș2 były dawniej bardzo rozpowszechnionym typem tramwaju na terenie Rumunii; oprócz Timișoary eksploatowano je jeszcze w dziesięciu innych miastach. Jednakże wagonów tego typu nigdy nie eksploatowano w Bukareszcie, Konstancy, Botoszanach i Braszowie.
Po rewolucji rumuńskiej w 1989 r. oraz powstałym po niej kryzysie gospodarczym zakłady Electrometal Timișoara zakończyły w 1990 r. produkcję pojazdów szynowych, przedsiębiorstwo istnieje jednak do dzisiaj i produkuje urządzenia gospodarstwa domowego. Od połowy lat 90. XX wieku tramwaje typu Timiș2 zaczęto zastępować używanymi wagonami sprowadzonymi z Europy Zachodniej. Ostatni raz w ruchu liniowym pojawiły się w czerwcu 2011 r. w Klużu-Napoce. Wiele wagonów Timiș2 eksploatowano stosunkowo krótko; przede wszystkim egzemplarze zbudowane w latach 80. XX wieku.
Cechami charakterystycznymi tramwajów typu Timiș2 były: skromne wyposażenie wnętrza, brak ogrzewania przedziału pasażerskiego, znaczna liczba miejsc stojących uzyskana dzięki siedzeniom zamontowanym w układzie 1+1, stosunkowo niewielka moc silników oraz dość duża podatność na awarie. Tę oceniono w połowie lat 90. XX wieku na 50%. Raport z 1992 r. donosił, że wówczas „jedynie jedna trzecia wagonów była zdatna do eksploatacji”. Innym problemem był brak dostaw części zamiennych przez producenta. Powyższe problemy uwidoczniły się szczególnie w okresie kryzysu energetycznego w Rumunii w latach 80. XX wieku; istniało wówczas wysokie zapotrzebowanie na przewozy i wagony często jeździły przepełnione.

## Historia

### Tradycja budowy wagonów tramwajowych w Timișoarze
Już w 1914 roku – gdy Timișoara należała jeszcze do Austro-Węgier – miejscowe przedsiębiorstwo komunikacyjne rozpoczęło budowę wagonów tramwajowych na własny użytek. Początkowo zbudowano jedynie trzy wagony doczepne nr 01–03, następnie w 1922 r. powstały silnikowe wozy typu DII. Od 1948 r. wytwarzano na wzór szwajcarskich wagonów standardowych pierwsze w Rumunii, nowoczesne jak na tamte czasy, czteroosiowe wagony typu Gb 2/2, jednak do 1954 r. wyprodukowano zaledwie 7 egzemplarzy tego tramwaju.
W późniejszym czasie skoncentrowano się na przebudowie starszych, drewnianych wagonów dwuosiowych, które otrzymały po modernizacji elementy stalowe. W latach 1958–1961 powstało 26 wagonów silnikowych typu Pionier, następnie w latach 1962–1964 zbudowano 9 wagonów silnikowych typu Timiș1. Wraz z wyprodukowaniem wagonu Timiș1 po raz pierwszy wykorzystano okazję do nadania tramwajom oznaczenia wskazującego na miejsce ich produkcji. Timiș to nazwa rzeki płynącej przez Banat, jej polskojęzyczna nazwa brzmi Temesz. Ta nazwa odnosi się do nazwy okręgu administracyjnego Temesz, którego stolica jest Timișoara.
Cechą wspólną wszystkich tramwajów produkowanych do 1966 r. jest to, że wyprodukowano jedynie niewielkie serie każdego z typów, a produkcja każdej serii trwała przez wiele lat. Produkcja większej liczby tramwajów w warsztatach przy bulwarze Take Ionescu nie była wówczas możliwa; jednym z powodów było równoczesne przeprowadzanie przeglądów tramwajów i wytwarzanie nowych wozów. Wraz ze wprowadzeniem do produkcji tramwajów Timiș2 rozpoczęła się produkcja masowa: nowe wagony nie miały praktycznie żadnych cech wspólnych ze starszymi tramwajami typu Timiș1 (poza miejscem produkcji).
W latach 1965–1967 istniały plany zbudowania przegubowego wagonu tramwajowego, któremu nadano nazwę Tramvai articulat 65, w skrócie TA-65: ostatecznie nie skonstruowano ani jednego egzemplarza. Trójdrzwiowe wagony miały być długie na 25 m i mieścić 200 pasażerów.

### Początek i warunki ekonomiczne

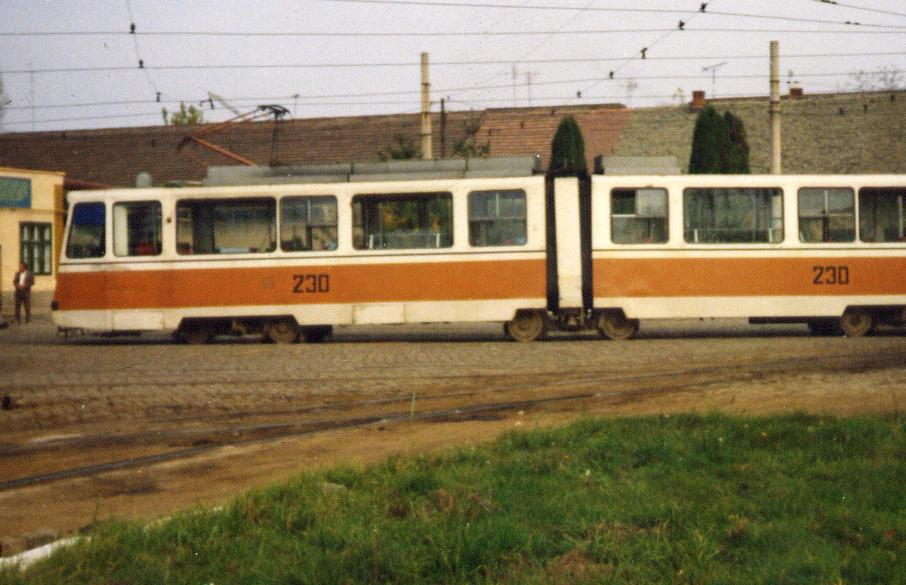
Unikatem stał się prototyp przegubowego wagonu V2 o numerze taborowym 230 (październik 1989)

Głównym powodem rozpoczęcia produkcji własnego typu tramwaju w Timișoarze był przestarzały wówczas tabor tramwajowy, eksploatowany przez miejscowego przewoźnika. Po torach tramwajowych kursowały dwuosiowe, przestarzałe wagony, które nie były zdolne zaspokoić potrzeb przewozowych w dobrze prosperującym, dużym mieście. Innym problemem był niewielki promień łuku torów tramwajowych na zakrętach. Sprawiało to, że nie każdy wagon mógłby być eksploatowany w Timișoarze. Stosunkowo krótkie pudło wagonu Timiș2 umożliwiło wyeliminowanie tego problemu.
Od samego początku planowano dostarczenie tramwajów do innych miast rumuńskich, poza tym widziano także szanse na eksport. W związku z tym opis wagonu umieszczono w katalogach MECANO Exportimport – bukaresztańskiej firmy zajmującej się handlem zagranicznym, jednak nie wpłynęła żadna oferta kupna. Oprócz tego planowano rozpoczęcie produkcji przegubowej wersji tego tramwaju, jednak skończyło się to na wyprodukowaniu jedynie dwóch prototypów – jednego w 1982 r. i drugiego w 1985 r., które otrzymały oznaczenia V2 i V2C. Po zaprzestaniu produkcji wagonów tramwajowych w fabryce Astra w Aradzie i Electroputere w Krajowej na początku lat 50. XX wieku, w Rumunii pozostały jedynie dwie fabryki taboru tramwajowego: warsztaty główne bukaresztańskiej sieci tramwajowej i warsztaty przedsiębiorstwa z Timișoary. W stolicy kraju wyprodukowano serię wagonów przegubowych typu V2A, V2B, V3A oraz V3B, które stanowiły w latach 1971–1992 konkurencję dla równolegle produkowanych wozów Timiș2. Czechosłowackie tramwaje Tatra były importowane do Rumunii, w przeciwieństwie do innych krajów RWPG, jedynie w niewielkich partiach w latach 1971–1981.

## Rozpoczęcie produkcji wagonów Timiș2
W 1969 r. rozpoczęły się przygotowania do rozpoczęcia produkcji nowego typu, zaś rok później zbudowano prototyp wagonu. Ten powstał, podobnie jak wcześniejsze wytworzone w Timișoarze wagony, w warsztatach zajezdni nr 1 przy bulwarze Take Ionescu. Początkowo wagon prototypowy nie posiadał numeru taborowego. Za konstrukcję wagonu odpowiedzialny był pracownik przedsiębiorstwa, inż. Gheorghe Bihoi, wózki dostarczyła firma Întreprinderea de Reparaţii Auto Griviţa (I.R.A. Griviţa) z Bukaresztu. Podobne wózki wykorzystano do budowy tramwajów przegubowych w Bukareszcie.
W czasie, gdy starano się o uzyskanie pozwolenia na eksploatację prototypu, które otrzymano ostatecznie od władzy 18 stycznia 1972 r., w latach 1971–1972 na południu miasta w południowej części bulwaru Dâmbovița powstał nowy zakład produkcji wagonów tramwajowych z podłączeniem do miejskiej sieci tramwajowej. Zakład zlokalizowano w bezpośrednim sąsiedztwie otwartej w 1972 r. zajezdni tramwajowej. W tejże fabryce, w której produkowano w późniejszym czasie także inne typy wagonów, rozpoczęto w 1972 r. budowę drugiego oraz trzeciego egzemplarza tramwaju Timiș2. W związku z planem budowy wagonów zgodnie ze standardami zachodnioeuropejskimi, w 1970 r. zaproszono do Timișoary na dwa lata 40 pracowników, techników i inżynierów z Niemiec. Na początku lat 70. XX wieku zatrudniono na pewien czas także robotników z monachijskiego przedsiębiorstwa komunikacyjnego. Robotnicy pomagali przy wprowadzeniu obsługi bezkonduktorskiej w tramwajach typu M. Pierwsze wagony typu Timiș2 weszły do służby liniowej w 1972 r.
Wraz z rozpoczęciem produkcji wagonów przedsiębiorstwu komunikacyjnemu postanowiono nadać nową nazwę. Od 1971 r., zamiast wcześniejszej nazwy Întreprinderea de Transport Timișoara (I.T.T.), przedsiębiorstwo otrzymało nazwę Întreprinderea de Transport și Construcții Vagoane de Tramvai Timișoara (I.T.C.V.T.T.). W celu dalszej profesjonalizacji procesu produkcji tramwajów, która początkowo przebiegała w dość wolnym tempie, w 1977 r. wydzielono zakład produkcji wagonów ze struktur przedsiębiorstwa. Od tego momentu za produkcję odpowiedzialny był zakład Electrometal Timișoara, natomiast za organizację i prowadzenie przewozów Întreprinderea de Transport în Comun Timișoara, w skrócie I.T.C.T.

### Produkcja seryjna dla Timișoary

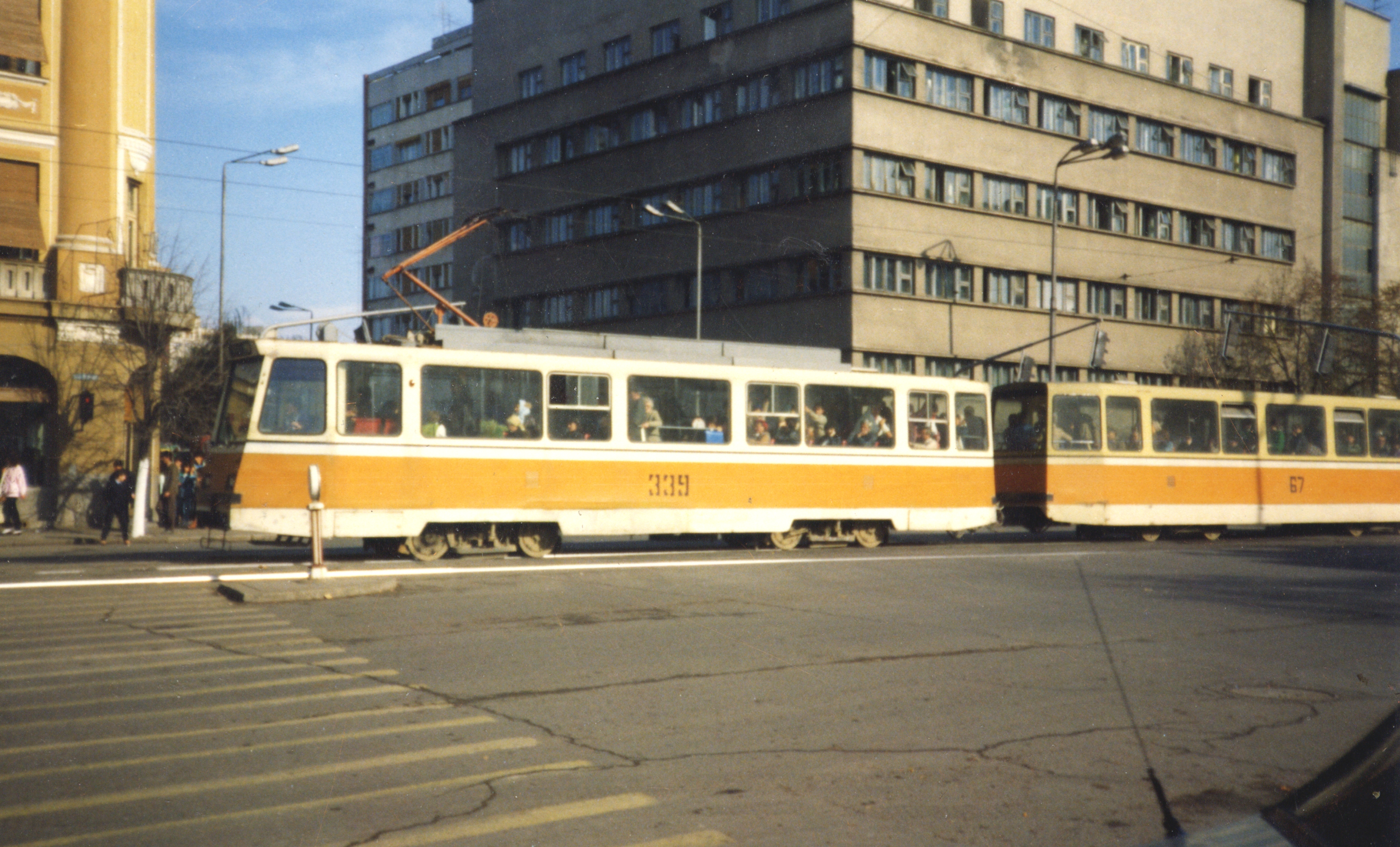
Skład 339+67 w Timișoarze (październik 1989)

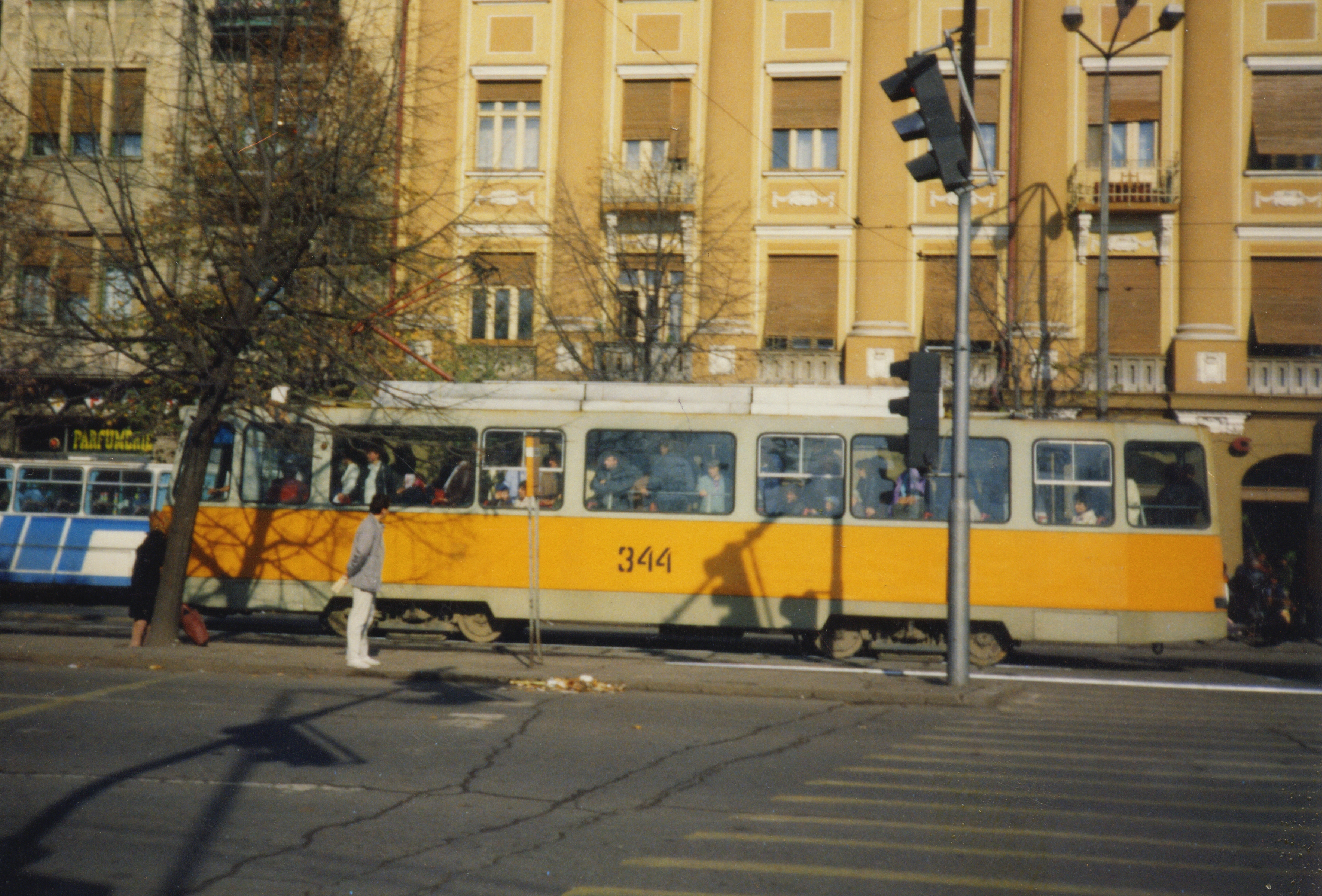
Wagon nr 344 (rok produkcji 1988) w zmodyfikowanym schemacie malowania (Timișoara, październik 1989)

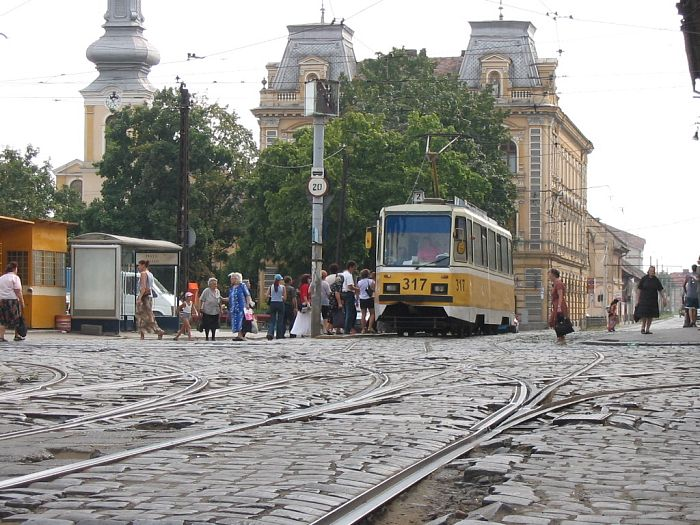
Pojedynczy wagon Timiș2 w Timișoarze (sierpień 2003)

Niespełna jedna czwarta z 541 wyprodukowanych sztuk tramwaju Timiș2 trafiła do Timișoary. Łącznie miejscowe przedsiębiorstwo komunikacyjne otrzymało 133 fabrycznie nowe wagony, którym nadano numery taborowe z zakresu 210–229:
| Rok produkcji | Liczba sztuk | Numery silnikowych | Numery doczepnych |
| ------------- | ------------ | ------------------ | ----------------- |
| 1970          | 01           | 231                | 1                 |
| 1971          | brak         | brak               | brak              |
| 1972          | 02           | 232–233            |                   |
| 1973          | 10           | 234–243            | 4–13              |
| 1974          | 11           | 244–254            | 14–24             |
| 1975          | 18           | 255–272            | 25–42             |
| 1976          | 21           | 273–293            | 43–63             |
| 1977          | 20           | 294–313            | 64–83             |
| 1978          | 10           | 314–323            | 84–93             |
| 1979          | 02           | 324–325            | 94–95             |
| 1980          | brak         | brak               | brak              |
| 1981          | 05           | 326–330            | 96–100            |
| 1982          | 02           | 331–332            | 101–102           |
| 1983          | 03           | 333–335            | 103–105           |
| 1984          | brak         | brak               | brak              |
| 1985          | 03           | 336–338            | 106–108           |
| 1986          | 05           | 339–343            | 109–113           |
| 1987          | brak         | brak               | brak              |
| 1988          | 08           | 344–351            | 114–121           |
| 1989          | 08           | 352–359            | 122–129           |
| 1990          | 04           | 361–364            | 131–134           |

W latach 1988–1995 niemalże cały tabor tramwajowy w Timișoarze składał się z wagonów Timiș2. Kursujący w mieście od 1990 r. używany skład z Reșicy przez pewien czas zachował swoje oryginalne barwy. W pierwszej połowie lat 90. XX wieku otrzymał on ówcześnie obowiązujący w Timișoarze schemat malowania. Do 1992 r. w Timișoarze kursował również prototypowy wagon przegubowy V2.
W 1995 r. przedsiębiorstwo Regia Autonomă de Transport Timișoara rozpoczęło wycofywanie z ruchu tramwajów Timiș2 i wprowadzanie do eksploatacji używanych wagonów z Bremy i Karlsruhe. Od 2000 r. włączono do służby liniowej kolejne używane wagony z Monachium, Frankfurtu nad Menem i Düsseldorfu. Dzięki zakupowi używanych wagonów zakończono eksploatację wozów Timiș2 w ruchu liniowym. Ostatni raz tramwaje tego typu pojawiły się na liniach 4 i 10 w lipcu 2004 r.
8 wagonów silnikowych złączono tyłami w dwuwagonowe składy i eksploatowano jeszcze przez kilka miesięcy. Skład 319+351 kursował wahadłowo od 28 listopada 2004 r. do 16 września 2005 r. na tymczasowej trasie linii nr 1, z kolei trzy składy 311+346, 343+353 i 360+338 przydzielono od czerwca do sierpnia 2005 r. do obsługi fragmentu trasy linii nr 4.
Większość wycofanych z eksploatacji wagonów zezłomowano, a kilka z pozostałych przebudowano na wagony techniczne.

### Eksploatacja w Timișoarze
Nowe wagony typu Timiș2 kierowano początkowo, tj. od końca 1972 r., jedynie do obsługi linii nr 2. 15 sierpnia 1975 r. wagony pojawiły się na liniach 1 oraz 6. W styczniu 1977 r. na liniach nr 1 i 2 kursowały wyłącznie tramwaje Timiș2, podczas gdy na częściej kursującej linii nr 6 wagony wspomagane były przez starsze tramwaje. Po tym, gdy w roku 1977 tramwaje tego typu pojawiły się na większości tras, linia nr 4 wciąż nie była obsługiwana tymi wagonami. Wiosną 1977 r. przebudowano na ulicy Coriolana Brediceanu stary tunel, który był za niski i uniemożliwiał przez to przejazd nim nowych tramwajów. Po zakończeniu przebudowy, dnia 1 czerwca 1978 r. także na linii nr 4, którą przemianowano tego samego dnia na linię nr 2, pojawiły się wozy Timiș2. Około roku 1980 wozy wprowadzono do eksploatacji na linii nr 8, natomiast w połowie lat 80. XX wieku pojawiły się one także na liniach nr 3 i 7. Składy wagonów Timiș2 przydzielono również w 1997 r. do obsługi nowej wspomagającej linii nr 10.

## Produkcja seryjna dla innych miast

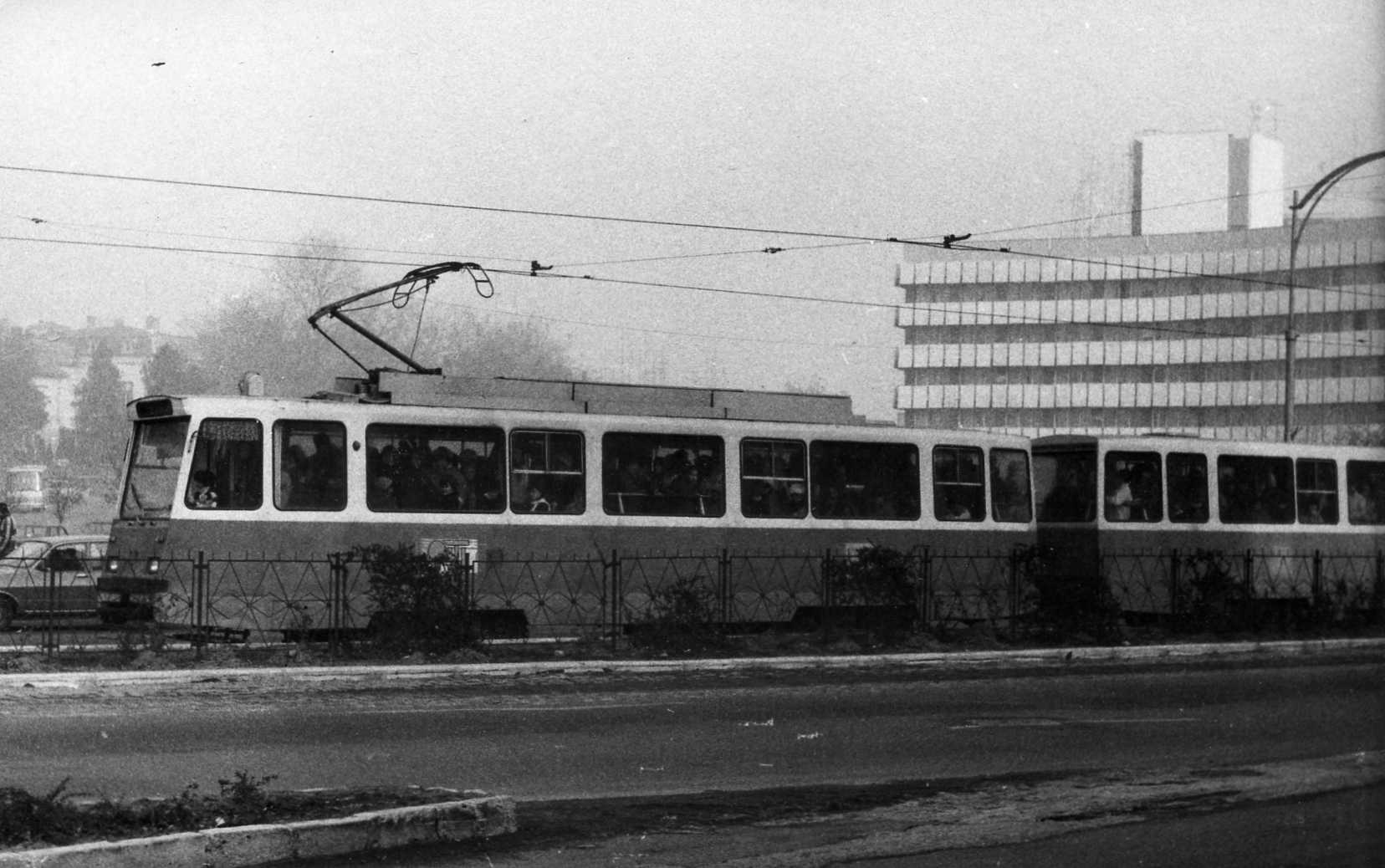
Timiș2 w Krajowej (1988)

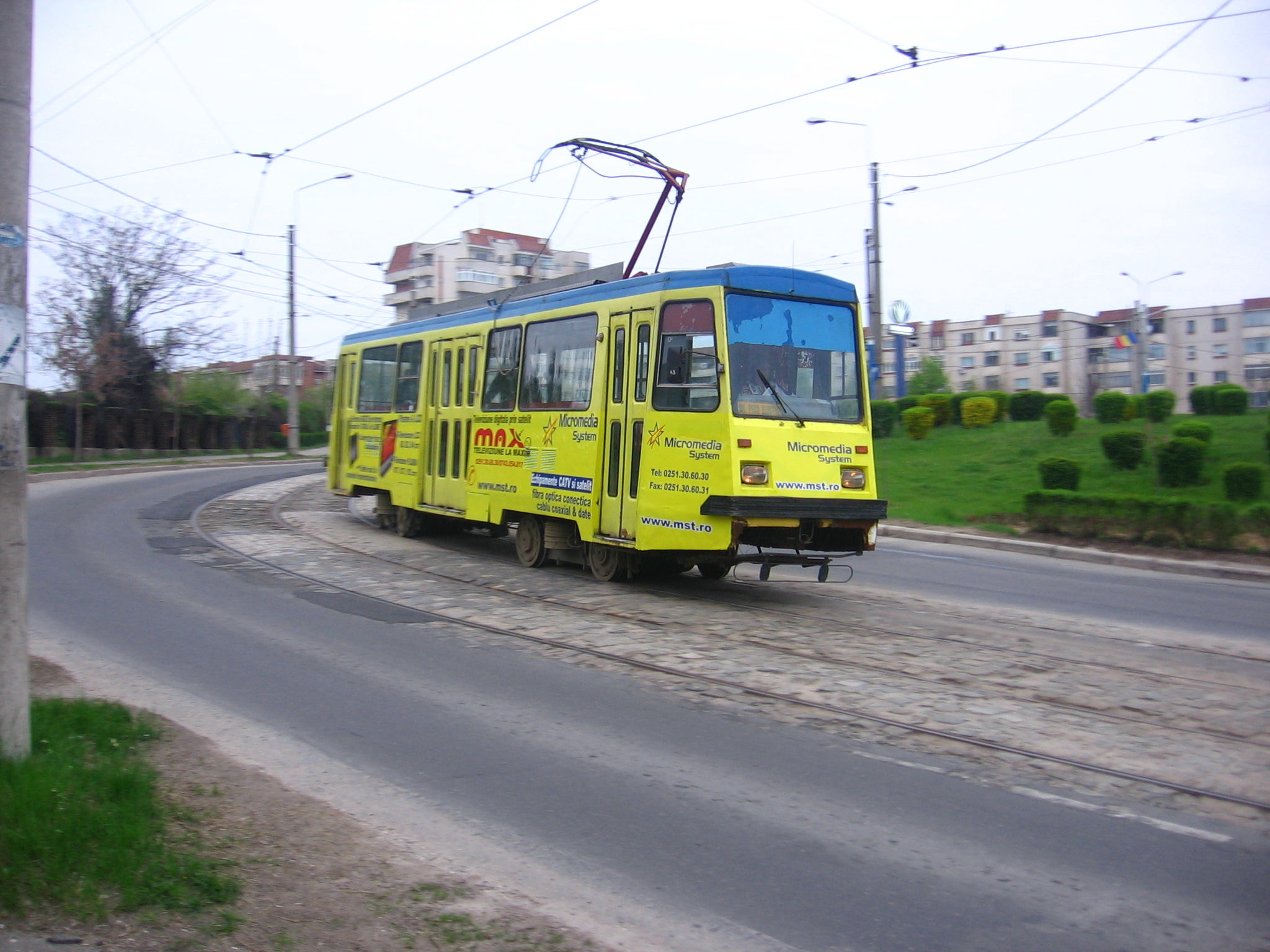
Timiș2 w Krajowej (kwiecień 2006)

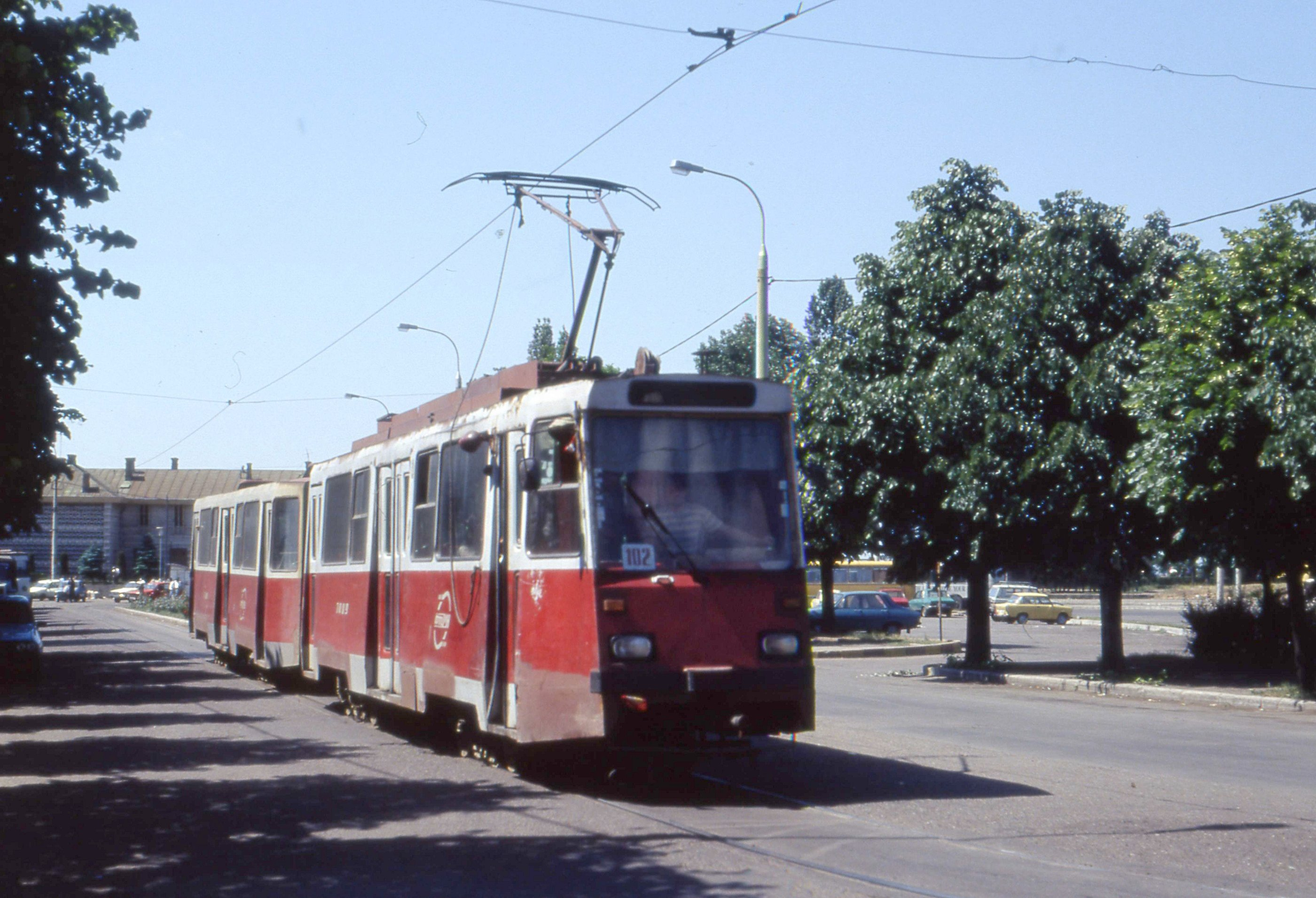
Skład wagonów Timiș2 w Ploeszti (1994)

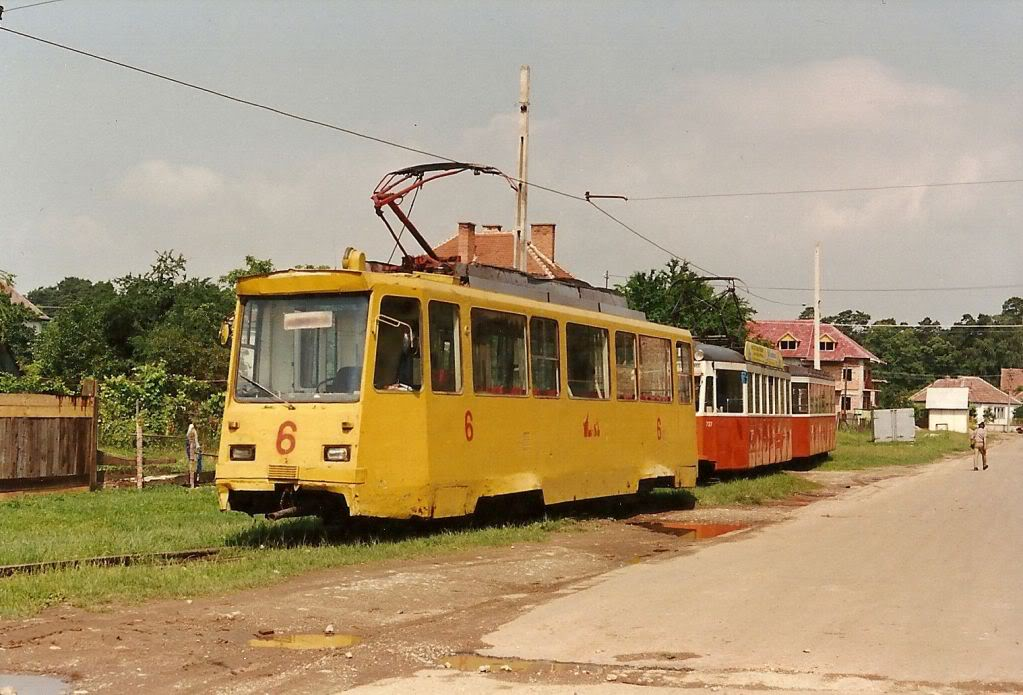
Wagon nr 6 w Sybinie (czerwiec 1994)

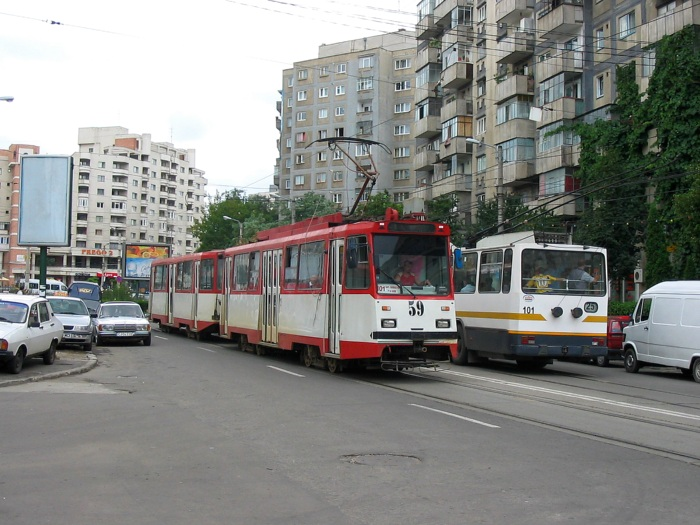
Kluż-Napoka była ostatnim miastem, w którym eksploatowano składy Timiș2 (27 sierpnia 2004)

Od 1975 r. miasta rumuńskie otrzymywały tramwaje typu Timiș2 w następującej kolejności:
| Sieć w mieście | Przedsiębiorstwo | Rozstaw szyn | Napięcie | Liczba szt. | Numery taborowe | Rok produkcji | Koniec eksploatacji |
| -------------- | ---------------- | ------------ | -------- | ----------- | --- | ------------- | ------------------- |
| Oradea         | O.T.L.           | 1435 mm      | 600 V    | 054         | 64–76 136–148 | 1975          | 1998                |
| Oradea         | O.T.L.           | 1435 mm      | 600 V    | 054         | 77–88 149–160 | 1976          | 1998                |
| Oradea         | O.T.L.           | 1435 mm      | 600 V    | 054         | 89–100 161–172 | 1977          | 1998                |
| Oradea         | O.T.L.           | 1435 mm      | 600 V    | 054         | 1–7 101–107 | 1978          | 1998                |
| Oradea         | O.T.L.           | 1435 mm      | 600 V    | 054         | 8–10 108–110 | 1985          | 1998                |
| Oradea         | O.T.L.           | 1435 mm      | 600 V    | 054         | 11 111 | 1988          | 1998                |
| Oradea         | O.T.L.           | 1435 mm      | 600 V    | 054         | 12–17 112–117 | 1989          | 1998                |
| Braiła         | Braicar          | 1435 mm      | 600 V    | 058         | 29–64 39–74 | 1977          | sierpień 2005       |
| Braiła         | Braicar          | 1435 mm      | 600 V    | 058         | 65–66 75–76 | 1977 lub 1980 | sierpień 2005       |
| Braiła         | Braicar          | 1435 mm      | 600 V    | 058         | 67–76 77–86 | 1980          | sierpień 2005       |
| Braiła         | Braicar          | 1435 mm      | 600 V    | 058         | 77–79 87–89 | 1982          | sierpień 2005       |
| Braiła         | Braicar          | 1435 mm      | 600 V    | 058         | 80, 81 i pięć kolejnych wagonów o nieznanych, zdublowanych numerach 36, 37, 38 i cztery kolejne wagony o nieznanych, zdublowanych numerach    | 1990          | sierpień 2005       |
| Gałacz         | Transurb Galați  | 1435 mm      | 750 V    | 071         | 51–60 101–110, w późniejszym czasie zmieniono numery na 301–310                                                                               | 1977          | 1998                |
| Gałacz         | Transurb Galați  | 1435 mm      | 750 V    | 071         | 71–101 311–341 | 1978          | 1998                |
| Gałacz         | Transurb Galați  | 1435 mm      | 750 V    | 071         | 102–115 116–129 342–355 56–369 | 1980          | 1998                |
| Gałacz         | Transurb Galați  | 1435 mm      | 750 V    | 071         | 130–131 370–371 | 1982          | 1998                |
| Jassy          | R.A.T.P.         | 1000 mm      | 600 V    | 047         | 301–330 | 1981          | 2003                |
| Jassy          | R.A.T.P.         | 1000 mm      | 600 V    | 047         | 331–347 | 1982          | 2003                |
| Arad           | C.T.P. Arad      | 1000 mm      | 750 V    | 044         | 1, 3, 5, 7, 9, 11, 13, 15 2, 4, 6, 8, 10, 12, 14, 16                                                                                          | 1981          | 2008                |
| Arad           | C.T.P. Arad      | 1000 mm      | 750 V    | 044         | 17, 19, 21, 23, 25, 27, 29, 31, 33, 35 18, 20, 22, 24, 26, 28, 30, 32, 34, 36                                                                 | 1982          | 2008                |
| Arad           | C.T.P. Arad      | 1000 mm      | 750 V    | 044         | 180, 182, 184 181, 183, 185 | 1984          | 2008                |
| Arad           | C.T.P. Arad      | 1000 mm      | 750 V    | 044         | 186, 188, 190, 192, 194 187, 189, 191, 193, 195                                                                                               | 1984 lub 1985 | 2008                |
| Arad           | C.T.P. Arad      | 1000 mm      | 750 V    | 044         | 196, 198, 200, 202, 204, 206, 208 197, 199, 201, 203, 205, 207, 209                                                                           | 1985          | 2008                |
| Arad           | C.T.P. Arad      | 1000 mm      | 750 V    | 044         | 210, 212, 214, 216, 218, 220, 222, 224, 226, 228, 230 211, 213, 215, 217, 219, 221, 223, 225, 227, 229, 231                                   | 1986          | 2008                |
| Sybin          | Tursib           | 1000 mm      | 600 V    | 04          | 5 | 1985 lub 1986 | 1994                |
| Sybin          | Tursib           | 1000 mm      | 600 V    | 04          | 6–8 | 1987          | 1994                |
| Krajowa        | R.A.T. Craiova   | 1435 mm      | 600 V    | 049         | 001–021 | 1987          | koniec 2007         |
| Krajowa        | R.A.T. Craiova   | 1435 mm      | 600 V    | 049         | 022–037 | 1988          | koniec 2007         |
| Krajowa        | R.A.T. Craiova   | 1435 mm      | 600 V    | 049         | 038–049 | 1989          | koniec 2007         |
| Kluż-Napoka    | R.A.T.U.C.       | 1435 mm      | 750 V    | 039         | 01, 03, 05, 07, 09, 11, 13, 15, 17, 19, 21, 23, 25 02, 04, 06, 08, 10, 12, 14, 16, 18, 20, 22, 24, 26                                         | 1987          | czerwiec 2011       |
| Kluż-Napoka    | R.A.T.U.C.       | 1435 mm      | 750 V    | 039         | 27, 29, 31, 33, 35, 37, 39, 41, 43, 45, 47, 49, 51, 53, 55, 57, 59, 61 28, 30, 32, 34, 36, 38, 40, 42, 44, 46, 48, 50, 52, 54, 56, 58, 60, 62 | 1988          | czerwiec 2011       |
| Kluż-Napoka    | R.A.T.U.C.       | 1435 mm      | 750 V    | 039         | 63, 65, 67, 69, 71, 73, 75, 77 64, 66, 68, 70, 72, 74, 76, 78                                                                                 | 1989          | czerwiec 2011       |
| Ploeszti       | R.A.T.P.         | 1435 mm      | 600 V    | 020         | 7006, 7009, 7011–7012, 7015–7017, 7020 7106, 7109, 7111–7112, 7115–7117, 7120                                                                 | 1987          | 2002                |
| Ploeszti       | R.A.T.P.         | 1435 mm      | 600 V    | 020         | 7021–7022, 7025–7027, 7038–7040, 7043–7044, 7046, 7049 7121–7122, 7125–7127, 7138–7140, 7143–7144, 7146, 7149                                 | 1988          | 2002                |
| Reșița         | Prescom          | 1435 mm      | 750 V    | 022         | 1, 3, 5, 7, 9, 11, 13, 15, 17, 19, 21 2, 4, 6, 8, 10, 12, 14, 16, 18, 20, 22                                                                  | 1988          | 1998                |
| Reșița         | Prescom          | 1435 mm      | 750 V    | 022         | 23, 25, 27, 29, 31, 33, 35, 37, 39, 41, 43 24, 26, 28, 30, 32, 34, 36, 38, 40, 42, 44                                                         | 1989          | 1998                |

## Pojedyncze wagony, składy trójwagonowe oraz wagony do ruchu podmiejskiego

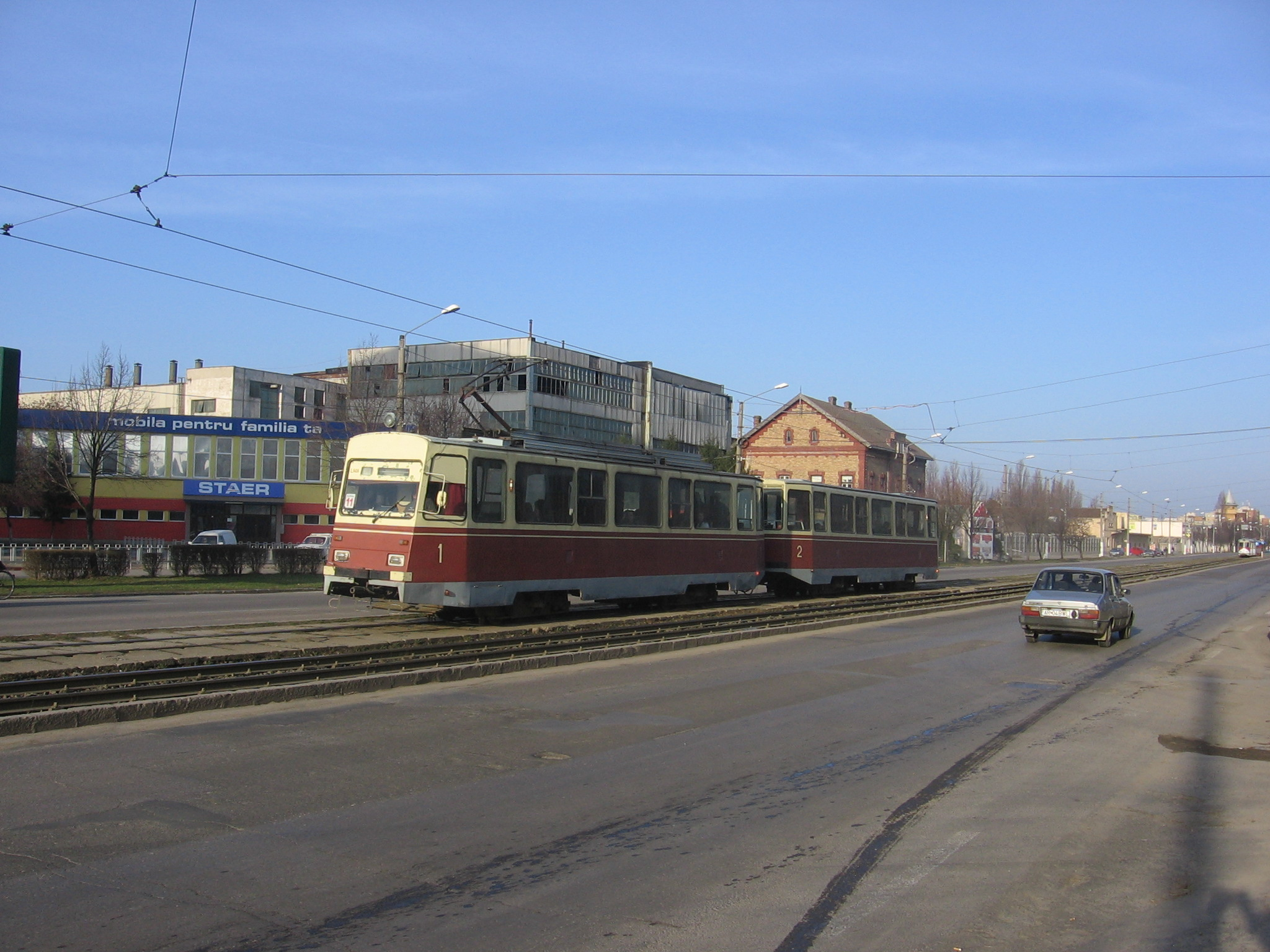
Jeden z ostatnich kursujących składów Timiș2 w Aradzie, przystosowany pod koniec lat 90. XX wieku do obsługi ruchu podmiejskiego (marzec 2006)

Z reguły wagony Timiș2 kursowały w składzie złożonym z wagonu silnikowego i wagonu doczepnego. Jednakże podczas krajowego kryzysu energetycznego, w Timișoarze w latach 80. XX wieku, w okresie po rewolucji oraz w ostatnich latach eksploatacji liniowej na liniach nr 2, 3, 5, 6, 7 i 8 kursowały także wagony pojedyncze. Również w Braile, Klużu-Napoce, Krajowej, Gałaczu, Jassach, Reșicie i Sybinie spotkać można było wagony silnikowe bez doczep. Powodem eksploatacji solowych wagonów były awaryjne silniki; problem ten prowizorycznie naprawiano przez zastąpienie jednego z wózków napędowych wagonu silnikowego przez wózek toczny, zdemontowany z odstawionej doczepy.
W Gałaczu miejscowe przedsiębiorstwo komunikacyjne od 1981 r. eksploatowało potrójne składy złożone z jednego wagonu silnikowego Timiș2 oraz dwóch doczep w celu obsługi linii dowożącej pracowników do huty. Silniki w tramwajach Timiș2 często nie wytrzymywały takiego obciążenia wagonów i ulegały awariom. Choć składy miały wysoką pojemność, to mogły one rozwijać jedynie niewielką prędkość. Podobne rozwiązanie zastosowano w 1989 r. również w Jassach i utworzono składy złożone z trzech wagonów, które również osiągały jedynie niewielką prędkość. Ich eksploatacja w tym mieście nie trwała jednak zbyt długo, gdyż składy nie były zdolne pokonać wzniesień terenu.
Przedsiębiorstwo komunikacyjne z Aradu, w pierwszej połowie lat 90. XX wieku, zleciło zakładom Astra Vagoane Călători przebudowę dwóch składów Timiș2, które miały kursować na linii podmiejskiej do Ghioroca. Wagony nr 1–2 (przebudowane w latach 1996–1997) oraz 15–16 (przebudowane w 1998 r.) otrzymały tapicerowane siedzenia, siatki na bagaż oraz zasłony. Oprócz tego zwiększono liczbę miejsc siedzących poprzez zamontowanie dodatkowego rzędu siedzeń i usunięcie środkowej pary drzwi.
W Krajowej oraz Klużu-Napoce pod koniec lat 90. XX wieku i na początku XXI wieku dokonano remontu kilkunastu składów, dzięki czemu wydłużeniu uległ ich czas eksploatacji. W Jassach 16 dwuosiowych tramwajów typu V56 wyposażono w 1991 r. w części pochodzące z wycofanych z eksploatacji wagonów Timiș2.

## Malowanie
Cechą charakterystyczną wszystkich wyprodukowanych do 1986 r. wagonów było to, że lakierowano je w obowiązujące w Timișoarze od 1968 r. barwy. Dach oraz obszar między oknami lakierowano na kolor kremowy, burty na ciemnożółty, natomiast fartuch na biały. Wagony dostarczone w 1988 r. do Oradei także posiadały wyżej opisany schemat malowania. Od 1987 r. tramwaje dostarczane do otwartych w połowie lat 80. XX wieku sieci tramwajowych otrzymały już schemat malowania zgodny z obowiązującym w danym mieście:
| Kluż-Napoka | Pas okien żółty, burta w części górnej pomarańczowa, a w dolnej czerwona, fartuch ciemnoszary |
| Krajowa     | Pas okien kremowy, burta czerwona, fartuch ciemnoszary                                        |
| Ploeszti    | Pas okien i fartuch jasnoszary, burta bordowa                                                 |
| Reșița      | Pas okien i fartuch jasnoniebieskie, burta biała                                              |
| Sybin       | Żółty                                                                                         |

Do 1990 r. wszystkie wagony spoza Timișoary przemalowano w miejscowe schematy malowania. Sporadycznie można jeszcze było spotkać wagony w fabrycznym malowaniu w Braile, jednak w późniejszym czasie także one uzyskały tamtejszy schemat malowania.

## Numeracja
Każdemu wagonowi silnikowemu Timiș2 przydzielony był zawsze wagon doczepny, co można było rozpoznać na podstawie nadanych wagonom numerów taborowych:
| Krajowa, Jassy i Sybin     | Wagony silnikowe i doczepne nosiły te same numery taborowe                                                                                      |
| Arad, Kluż-Napoka i Reșița | Numer doczepy był o jeden większy od numeru wagonu silnikowego                                                                                  |
| Braiła                     | Numer doczepy był początkowo większy o dwanaście, a następnie o dziesięć od numeru wagonu silnikowego                                           |
| Oradea i Ploeszti          | Numer doczepy był początkowo większy o siedemdziesiąt dwa, a następnie o sto od numeru wagonu silnikowego                                       |
| Ploeszti                   | Numer doczepy był o sto większy od numeru wagonu silnikowego                                                                                    |
| Gałacz                     | Numer doczepy był początkowo większy o pięćdziesiąt, a następnie o dwieście czterdzieści lub dwieście pięćdziesiąt od numeru wagonu silnikowego |
| Timișoara                  | Numer doczepy był o dwieście trzydzieści mniejszy od numeru wagonu silnikowego                                                                  |

## Zachowane wagony
Następujące wozy Timiș2 zachowano jako wagony techniczne lub muzealne (stan z 2014 r.):
- Braiła: nr 69 (wagon wieżowy),
- Kluż-Napoka: silnikowy nr 01 i doczepny nr 01 (muzealny), doczepny nr 33 (wagon wieżowy),
- Gałacz: nr 53 (służy jako wagon do konserwacji torowiska i beczkowóz, nowy numer: 1301) oraz nr 57 (muzealny),
- Jassy: silnikowy nr 342 i doczepny nr 342 (wagony muzealne),
- Ploeszti: nr 5008 (pług śnieżny),
- Timișoara: nr 252 (holownik), nr 263 (wagon z odkrytym pomostem), nr 271, nr 311 (muzealny), nr 334 (wycieczkowy z klimatyzacją), nr 343 i 363 (holownik) oraz doczepy nr 125 i 133.